# Fraunhofer-Technologie-Entwicklungsgruppe
Die Fraunhofer-Technologie-Entwicklungsgruppe (TEG) war der Entwicklungsspezialist der Fraunhofer-Gesellschaft für Produktentwicklung, Produktionstechnik, Management, Strategie und Organisation. Die Einrichtung wurde 1987 in Stuttgart gegründet und wurde 2008 aufgelöst, die Tätigkeiten von anderen Instituten des Institutszentrums Stuttgart übernommen.

## Kompetenzen
- Innovations- und IP-Management
- Integrierte Produktentwicklung
- Umwelt- und Verfahrenstechnik
- Medizintechnik
- Mechatronik
- Qualitätssicherungssysteme
- Entwicklung und Anwendung neuer Materialien
- Energy Harvesting und Energy Management